# John C. H. Wu
John C. H. Wu (anche John Ching Hsiung Wu; cinese tradizionale: 吳經熊; pinyin: Wu Jingxiong; Ningbo, 28 marzo 1899 – Taipei, 6 febbraio 1986) è stato un giurista, scrittore e intellettuale cinese.
Scrisse opere prevalentemente in cinese e inglese sulla giurisprudenza, filosofia del diritto, letteratura, filosofia e religioni cinesi, e spiritualità cristiana. Ha tradotto classici cinesi in inglese e i Salmi e il Nuovo Testamento in cinese letterario. Le sue opere sono state tradotte in una quindicina di lingue. Convertito al cattolicesimo, ha servito come ambasciatore della Repubblica di Cina presso la Santa Sede ed ha insegnato in diverse università.

## Biografia
Nato nel 1899 a Ningbo nello Zhejiang da una famiglia tradizionale cinese, nel 1905 Wu comincia la sua formazione scolastica con un maestro privato confuciano. Dal 1908 al 1911 Wu frequenta le scuole elementari. Dal 1911, oltre ai classici cinesi, studia anche inglese e scienze naturali.
Nel 1916 si sposa con Li Youti. Nello stesso anno inizia a frequentare il Collegio Battista di Shanghai dove diviene amico con il futuro poeta e scrittore Xu Zhimo, con il quale si iscrive alla Scuola di Legge della Università Nazionale Peiyang in Tianjin nell'inverno del 1916. Nel settembre del 1917 Wu e Xu si iscrivono alla Scuola di Legge della Università Soochow, fondata da missionari metodisti americani nel 1900. Nell'inverno viene battezzato metodista. Nel 1918 nasce il suo primo figlio. Nel giugno 1920 Wu ottiene il baccellierato in giurisprudenza.
Nell'agosto 1920 Wu entra nella Facoltà di Giurisprudenza della Università del Michigan per studiare diritto internazionale e comparato, dove, nel giugno 1921, ottiene il dottorato. Nel marzo 1921, Wu pubblica il suo primo saggio, "Readings from Ancient Chinese Codes." Nello stesso anno inizia una corrispondenza epistolare con il giudice della Corte Suprema degli Stati Uniti Oliver Wendell Holmes Jr.
Nel 1921 Wu ottiene una borsa di studio presso l'Università di Parigi e nel 1922 presso l'Università di Berlino, studiando giurisprudenza con il neo-kantiano filosofo del diritto Rudolf Stammler. Nel 1923, Wu riceve una borsa di studio dalla Scuola di Legge della Università Harvard.
Nell'autunno del 1924 Wu inizia ad insegnare giurisprudenza presso la Facoltà di Diritto Comparato della Università di Soochow. Nel gennaio 1927 Wu viene nominato giudice della Corte Provvisoria di Shanghai che si occupava di casi internazionali. Nell'aprile del 1927 Wu viene nominato preside della Facoltà di Diritto Comparato. Nel 1928 pubblica il suo primo libro, Juridical Essays and Studies. Nell'agosto del 1928 viene nominato Presidente facente funzione della Corte Provvisoria di Shanghai.
Nel dicembre del 1929, Wu viene invitato a tenere le Rosenthal Lectures nella Facoltà di Giurisprudenza della Northwestern University di Chicago. Nel 1930, riceve una borsa di studio dalla Facoltà di Diritto della Università Harvard. Viene anche invitato dalla stessa università come docente di Diritto Comparato, ma a causa di motivi di salute della moglie, Wu deve ritornare a Shanghai. 
Nel 1930, Wu rifiuta l'offerta di un posto da giudice presso la Corte Suprema del Governo Nazionalista cinese ed inizia ad praticare diritto privatamente. Nel 1931 viene nominato consigliere del Consiglio municipale di Shanghai. Nel gennaio del 1933 entra nello Yuan legislativo lasciando la pratica della legge. Diventa Vicepresidente della Commissione per la redazione della Costituzione della Repubblica di Cina guidata da Sun Fo, figlio di Sun Yat-sen.
Nel 1935, con Lin Yutang, Wen Yuanning e Quan Zenggu fonda il mensile in lingua inglese T’ien Hsia Monthly, principalmente incentrato sulla letteratura cinese.
Nel 1937, dopo un lungo periodo di travagli spirituali, entra nella Chiesa Cattolica ricevendo il battesimo condizionale nella cappella della Università Aurora di Shanghai. Decisiva per la sua conversione la lettura della biografia di Santa Teresa di Lisieux Storia di un'anima.
Nel gennaio del 1938, a causa della seconda guerra sino-giapponese, Wu scappa con la famiglia a Hong Kong. Nel gennaio del 1940, grazie alla miracolosa guarigione della sua figlia di poco più di un anno attribuita all'intercessione di Santa Teresa di Lisieux, tutta la sua famiglia converte al cattolicesimo. Alla santa Wu dedica il saggio La scienza dell'amore, tradotto in una quindicina di lingue. 
Nel giugno del 1942, per scappare dai giapponesi, Wu si rifugia con la famiglia a Guilin, dove inizia la traduzione in cinese letterario del libro dei Salmi, commissionata da Chiang kai-shek. A questa traduzione seguirà quella del Nuovo Testamento. Nell'inverno del 1944, Wu si trasferisce con la famiglia a Chongqing. Dal 25 aprile al 26 giugno 1945, Wu partecipa come consigliere cinese alla Conferenza delle Nazioni Unite sull'Organizzazione Internazionale a San Francisco. Nello stesso anno si trasferisce a Shanghai. Nel settembre 1946, Wu viene nominato ministro plenipotenziario dell'Ambasciata della Repubblica di Cina presso la Santa Sede. Nel gennaio del 1947 si trasferisce a Roma con la famiglia fino al giugno del 1949. 
Nel luglio del 1949, Wu si trasferisce a Honolulu come professore ospite di filosofia e letteratura cinese presso la Facoltà di Religione affiliata all'Università delle Hawaii. Tra il 1950 e il 1951 scrive la sua autobiografia, Beyond East and West, tradotta in varie lingue. Nell'autunno del 1951, Wu viene nominato professore presso la Facoltà di Giurisprudenza della Seton Hall University nel New Jersey. Nel 1953 pubblica un libro di spiritualità cristiana, The Interior Carmel e nel 1955 un libro sul diritto naturale, Fountain of Justice. Nel 1957, Wu rappresenta la Repubblica di Cina presso la Corte permanente di arbitrato dell'Aia, Paesi Bassi. Nel 1958 pubblica il manuale Cases and Materials on Jurisprudence. Nel 1959, sua moglie Teresa muore dopo un'improvvisa malattia. In tutto hanno avuto 14 figli. 
Nel 1961 pubblica la sua traduzione inglese del classico cinese Daodejing. Nell'autunno del 1961 Wu inizia ad insegnare presso l'Istituto di Studi sull'Estremo Oriente della Seton Hall University. Nel 1963 pubblica una raccolta di poesie scritte con la sua calligrafia in memoria della moglie defunta. Negli anni '60, Wu diventa amico dello studioso giapponese di Buddismo Zen D. T. Suzuki e del monaco trappista e scrittore americano Thomas Merton con il quale tesse un fitto scambio epistolare. Nel 1965 Merton dedica a Wu il suo libro The Way of Chuang Tzu. Nello stesso anno Wu pubblica una raccolta di saggi dal titolo Chinese Humanism and Christian Spirituality. Dall'autunno del 1966, Wu insegna un corso annuale di Zen presso il College of Chinese Culture di Taipei. Nel 1967 pubblica il libro The Golden Age of Zen. 
Nel giugno 1967 si sposa a Taipei con Agnes Zhu Wenyin e nell'autunno del 1968 si trasferisce definitivamente a Taipei, dove viene nominato Professore, Presidente Onorario Permanente e Presidente del programma di dottorato del Dipartimento di Filosofia del College of Chinese Culture. Nell'aprile del 1969, Wu viene eletto membro del Comitato Centrale del Kuomintang e nel 1971 viene nominato Consigliere presidenziale. Nel 1971 pubblica Sun Yat-sen: The Man and His Ideas e nel 1972 The Four Seasons of T'ang Poetry. Nel 1975 pubblica un profilo spirituale in cinese di Chiang Kai-shek. Nell'agosto del 1979 consegna il manoscritto originale della sua traduzione del Nuovo Testamento e dei Salmi alla Collezione del Comitato di Storia del Kuomintang. In questi anni cura pubblicazioni di raccolte e traduzioni in cinese di suoi saggi. 
Il 6 febbraio 1986, dopo una lunga malattia, Wu muore a Taipei all'età di 87 anni. Il suo funerale solenne venne celebrato da oltre ottanta sacerdoti e vescovi. Vi presero parte dignitari, la guardia presidenziale e la banda militare, con la bandiera nazionale drappeggiata sulla bara. È sepolto nel cimitero cattolico di Taipei.

## Opere
Di seguito viene riportata in ordine cronologico la prima edizione in lingua originale di ogni libro pubblicato da Wu.
- Juridical Essays and Studies (Shanghai: Commercial Press, 1928)
- The Legal Systems of Old and New China: A Comparison (Chicago, 1930)
- 法律哲學研究 (Shanghai: 上海法學編譯社, 1933)
- The Art of Law and Other Essays Juridical and Literary (Shanghai: Commercial Press, 1936)
- 約法釋義 (con 金鳴盛) (Shanghai: 會文堂新記書局, 1936)
- The Science of Love: A Study of the Teachings of Therese of Lisieux (Hong Kong: Catholic Truth Society, 1940)
- Gedanken während des Haareschneidens (Vienna: Amandus-Edition, 1946)
- Du Confucianisme au Catholicisme (Roma: Pontificia Università Gregoriana, 1948)
- Dom Lou: Sa vie spirituelle (Bruges: Desclée De Brouwer, 1949)
- Beyond East and West (New York: Sheed and Ward, 1951)
- The Interior Carmel: The Threefold Way of Love (New York: Sheed & Ward, 1953)
- Fountain of Justice: A Study in the Natural Law (New York: Sheed and Ward, 1955)
- Justice Holmes: A New Estimate (Philadelphia: Brandeis Lawyers Society, 1957)
- Cases and Materials on Jurisprudence (St. Paul: West Publishing, 1958)
- 懷蘭集 (Taizhong: 光啟出版社, 1963)
- Chinese Humanism and Christian Spirituality (New York: St. John University Press, 1965)
- 中西文化論集 (et al.) (Taipei: 國防研究院/中華大典編印會, 1966)
- The Golden Age of Zen (Taipei: National War College, 1967)
- 中西文化之比較 (Taipei: 新中國出版社, 1968)
- Sun Yat-sen: The Man and His Ideas (Taipei: Commercial Press, 1971)
- 哲學與文化 (Taipei: 三民書局, 1971)
- The Four Seasons of T'ang Poetry (Tokyo: Charles E. Tuttle, 1972)
- 蔣總統的精神生活 (Taipei: 華欣文化事業中心, 1975)
- Jurisprudence: A Treatise, Richly Illustrated with Cases and Readings (Taipei: Hwakang Bookstore, 1976)
- 中國法學論著選集 (ed. by 刁榮華) (Taipei: 漢林出版社, 1976)
- 法學論文選譯集 Essays on Legal and Political Philosophy (ed. da 洪玉欽) (Taipei: 中國文化學院, 1978)
- Joy in Chinese Philosophy (Taipei: National Chengchi University, 1979)
- 法律哲學研究 (ed. da 許章潤) (Beijing: 清華大學出版社, 2003)
- 吳經熊裁判集與霍姆斯通信集 (ed. da 孫偉) (Beijing: 中國法制出版社, 2010)
- 吳經熊法學文選 (ed. da 李冬松) (Beijing: 中國政法大學出版社, 2012)

## Traduzioni di Wu
Di seguito viene riportata in ordine cronologico la prima edizione in lingua originale di ogni libro tradotto da Wu.
- Lao Tzu's The Tao and Its Virtue (Shanghai: T'ien Hsia Monthly, 1940)
- 我的主日彌撒經書 (Hong Kong: 公教真理學會, 1946)
- 聖詠譯義初稿 (Shanghai: 商務印書館, 1946)
- 新經全集 (Hong Kong: 公教真理學會, 1949)
- Lao Tzu Tao Teh Ching (Jamaica: St. John University Press, 1961)
- 吳譯聖詠手抄本 (ed. da 施家仁安堂) (Taipei: 聖書印版, 1974)
- 聖詠譯義 (Taipei: 臺灣商務印書館, 1975)
- 吳譯宗徒經書手抄本 (ed. da 施家仁安堂) (Taipei: 施家仁, 1991)
- 吳譯四福音手抄本 (ed. da 施家仁安堂) (Taipei: 中華聖母堂, 1991)

## Libri come editore
Di seguito viene riportata in ordine cronologico la prima edizione in lingua originale di ogni libro edito da Wu.
- 法學文選 (con 華懋生) (2 voll.) (Shanghai: 會文堂新記書局, 1935)
- An Anthology of Contemporary English Prose (con M. C. Liang 樑淼章) (3 voll.) (Shanghai: Commercial Press, 1935)
- 中華民國六法理由判解匯編 (增訂本) (6 voll.) (Shanghai: 會文堂新記書局, 1936)
- 中國制憲史 (con 黃公覺) (2 voll.) (Shanghai: 商務印書館, 1937)
- 中華民國六法理由判解匯編 (6 voll.) (Updated by 郭衛) (Shanghai: 會文堂新記書局, 1937)
- Essays in Jurisprudence and Legal Philosophy (con M. C. Liang 樑淼章) (Shanghai: Soochow University Law School, 1938)
- 袖珍六法全書 (Shanghai: 會文堂新記書局, 1941)

## Traduzioni in lingua italiana
Di seguito vengono riportate in ordine cronologico tutte le edizioni in lingua italiana delle opere di Wu.
- La scienza dell'amore (Trad. di Nicola Maestrini) (Milano: P.I.M.E., 1947)
- Al di là dell'est e dell'ovest (Brescia: Morcelliana, 1955)
- Lao-Tse, Tao-Te-King (Trad. di Rosanna Pilone basata su Wu) (Milano: Istituto Culturale Italo-Cinese, 1956)
- Il carmelo interiore (Trad. di Biagio Fissore) (Torino: Marietti, 1960)
- La scienza dell'amore (Trad. di Nicola Maestrini) (Milano: Edizioni P.I.M.E., 1964)
- La gioia nella filosofia cinese (Trad. di Vittorio Bosotto) (Roma: Ed. Mediterranee, 1977)
- La scienza dell'amore (Trad. di Nicola Maestrini) (Milano: Edizioni PIMEdit, 1997)
- Il carmelo interiore (Trad. di Biagio Fissore) (Lucca: Edizioni Kolbe, 2018)